# Ronnie Cutrone
Ronnie Cutrone (rodným jménem Ronald Curtis Cutrone; 10. července 1948 New York – 21. července 2013 Lake Peekskill) byl americký výtvarník. Studoval na School of Visual Arts na Manhattanu a již od šedesátých let spolupracoval s Andy Warholem v jeho ateliéru The Factory. Warhol dělal mimo jiné manažera rockové skupině The Velvet Underground, která při svých vystoupeních využívala i tanečníky a jedním z nich byl právě Cutrone. V letech 1972–1982 pracoval jako Warholův osobní asistent. Od osmdesátých let se pak věnoval vlastním dílům, která jsou vystavena například i v newyorském Muzeu moderního umění nebo Brooklynském muzeu.
Jeho manželkou byla módní kritička Kelly Cutrone.